# Тронный зал Ананда-Самакхом
Ананда Самакхом (тайск. พระที่นั่งอนันตสมาคม) — одно из зданий королевской резиденции Дусит в Таиланде. Ранее было тронным и приёмным залом, ныне является музеем, но иногда используется для проведения каких-либо торжественных церемоний, связанных с королевской династией (день Конституции, коронация наследного принца, празднования по случаю рождения наследника и так далее). Здание резиденции имеет два этажа и большой купол в центре высотой 49,5 м. Длина здания составляет 112,5 м .
Строительство здания началось в 1906 году по приказу короля Чулалонгкорна (Рамы V), но было завершено только в 1915 году, когда король уже умер (его наследник Вачиравуд издал отдельный указ об обязательном продолжении строительства). Бюджет строительства составил 15 миллионов батов. Архитекторами здания были Марио Таманьо и Аннибале Риготти, наблюдающим с сиамской (как тогда назывался Таиланд) стороны — Яма Чао; в качестве основного строительного материала использовался итальянский каррарский мрамор, здание строилось в стиле итальянского неоренессанса с элементами неоклассики. Внутренние стены здания и потолок купола расписаны фресками работы Галилео Чини и Карло Риджули, на которых изображены различные сцены из истории династии Чакри — от Рамы I (Буддха Йодфа Чулалоке), первого короля Сиама, совершившего успешный поход в Камбоджу, до Рамы VI (то есть взошедшего тогда на престол Вачиравудха). Во время революции 1932 года здание служило штабом Народной партии. 
С 1932 по 1974 годы в здании проходили заседания Тайского парламента.